# Joëlle Pineau

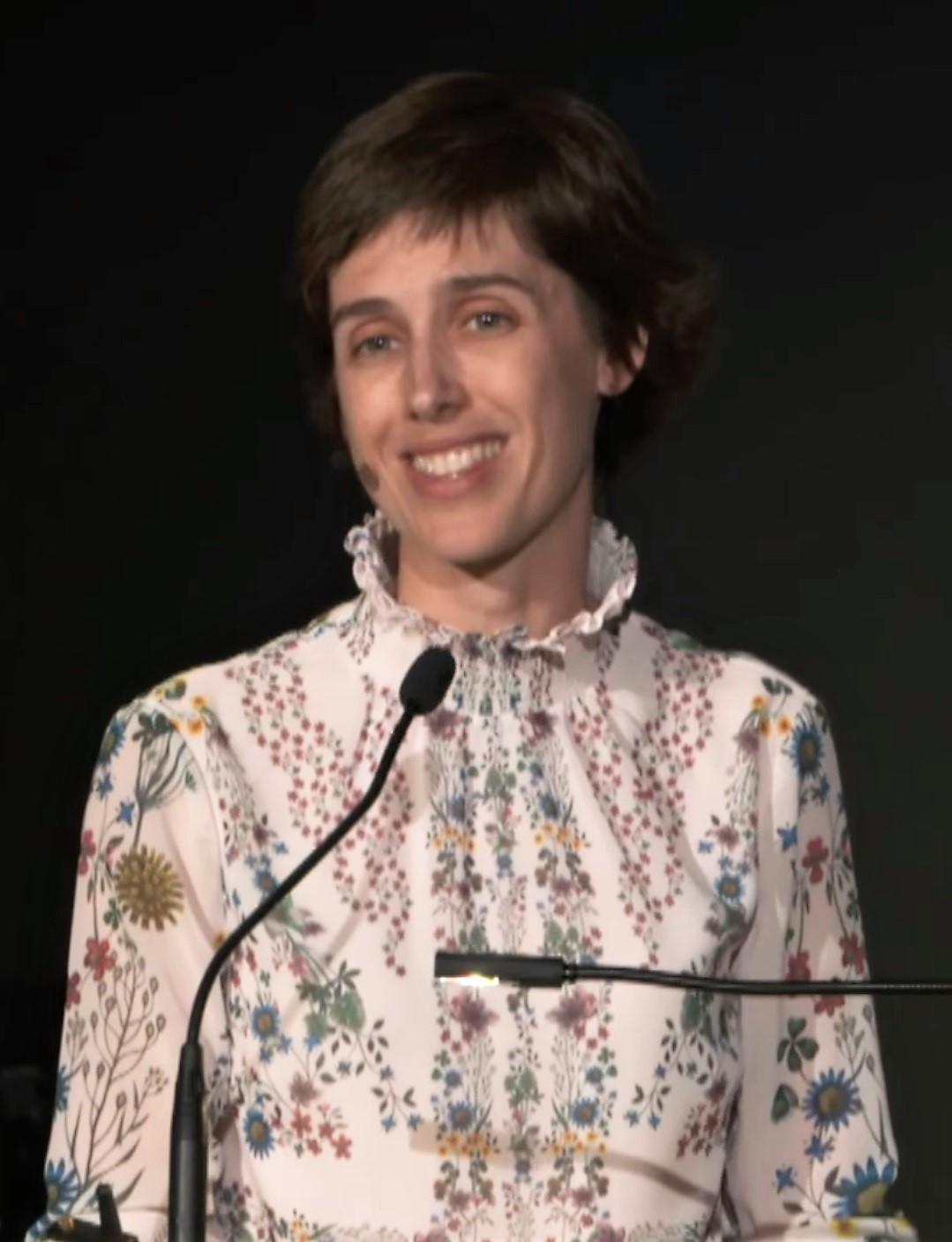
Joëlle Pineau (2018)

Joëlle Pineau (* 1974 in Ottawa) ist eine kanadische Informatikerin. Sie ist Associate Professor an der McGill University in Montreal und leitet dort auch Facebooks Laboratorium für künstliche Intelligenz (FAIR).
Pineau erlangte 1998 einen Bachelor in Systems Design Engineering an der Fakultät für Engineering der Universität Waterloo. Den Master machte sie an der Carnegie Mellon Universität in Pittsburgh. Ein Kapitel der Diplomarbeit, Point-based value iteration: An anytime algorithm for POMDPs, wurde publiziert und hunderte mal zitiert. 2004 erlangte sie dort den Doktor in Robotik, damals die einzige Universität, an der so etwas angeboten wurde. Betreut wurde sie von Geoff Gordon und Sebastian Thrun.
2023 wurde Pineau zum Mitglied der Royal Society of Canada gewählt.